# Яжги
Яжги́ (бел. Яжгі́) — деревня в Сморгонском районе Гродненской области Белоруссии. Входит в состав Коренёвского сельсовета.
Через Яжги проходит автомобильная дорога местного значения Н7803 Осиновщизна — Матюляны — Смолярня.

## География
Расположена в центральной части района на левобережьи реки Ратагол. Расстояние до районного центра Сморгонь по автодороге — 8 км, до центра сельсовета деревни Корени по прямой — чуть более 3,5 км. Ближайшие населённые пункты — Белевичи, Погорельщина, Смолярня. Площадь занимаемой территории составляет 0,1070 км², протяжённость границ 1760 м.

## Демография
Согласно переписи население деревни в 1999 году насчитывало 47 человек.